# بجدرفل
بجدرفل هي إحدى القرى اللبنانية من قرى قضاء البترون في محافظة الشمال.